# ホンダ・MTX
MTX（エムティエックス）は、本田技研工業がかつて製造販売したオートバイのシリーズ商標である。

## 概要
1980年代に製造販売された50cc（原動機付自転車）・80cc/125cc（原付二種：小型自動二輪車）・200cc（軽二輪：普通自動二輪車）の排気量別バリエーションを持つ、2ストロークピストンリードバルブ単気筒エンジンを搭載ならびにPRO-LINK"モノ（シングル）スプリングによるスイングアーム式リアサスペンションを採用するデュアルパーパスモデルである。

## モデル別解説

### MTX50
1982年3月20日発売。型式名AD04。先代のMT50からのフルモデルチェンジ車で、フレームがX字型バックボーン型からセミダブルクレードル型へ、マニュアルトランスミッションも5段から6段に変更されたが、エンジンはAD01E型とMT50からのキャリーオーバーとされた。中低速域でのトルク特性を向上させるHERPを装着している。
なおエンジンをMB80用空冷79ccエンジンを搭載したMTX80が輸出仕様に存在する。

### MTX50R
1983年12月10日発売。型式名AD06。前モデルから外装・車体等を一新し、MBX50と同系の水冷エンジンを搭載している。また原付バイクの最高速度60km/h自主規制に対応するため、吸排気系や前後スプロケットの中低速向けセッティング、トランスミッションの5段化等の変更がなされている。これらにより最高出力は若干低下したものの最大トルクは逆に向上している。
1985年11月1日にマイナーチェンジを実施し型式名をA-AD06に変更。エンジン出力を当時の原付バイク自主規制最高値の7.2psまで向上させ、トランスミッションを再び6段に戻すなどの変更を施しているが、電気式のスピードリミッターで速度規制に対応させた。高回転重視のためHERPは廃止されている。

### MTX80R
1983年6月22日発売。型式名HD08。車体をMTX50Rと、エンジンをMBX80と共用する。ただし、出力特性を変更されているためエンジン型式名はHD08E型と異なる。
本モデルから上の排気量車は2人乗車が可能である。

### MTX125R
1982年11月15日発売。型式名JD05。ATACを搭載する。

### MTX200R
1983年2月5日発売。型式名MD07。MTX125Rの車体に193ccエンジンを搭載する。本モデルのフロントサスペンションは、空気ばねを使用したエアサスペンションを採用したほか、ホイールがアルミリムになるなどMTX125Rとの相違点がある。
1985年2月9日にMTX200RIIへモデルチェンジ。以下の変更が実施された。
- 型式名をMD13に変更
- エンジン出力を26ps→28psに向上
- フロントブレーキのデュアルピストンキャリパー付油圧式ディスクブレーキ化
- リヤダンパーをリザーバータンク付に変更
- ラジエターをアルミニウム製密封式化
- アルミニウム製スイングアームを採用
- ヘッドライトレンズを樹脂製へ変更
- ポート形状変更に伴い専用ピストンに変更
- マフラーエンド形状を変更

## 遍歴
MTX50Rが1988年2月に、MTX80Rが同年3月に、MTX200RIIが250ccに排気量アップの上で1989年4月にモデルチェンジの上でCRMシリーズに移行。
MTX125Rは、1988年3月にXL125Rと統合した後継車としてNX125の製造販売に移行。以後125ccクラスでの2ストロークエンジン搭載デュアルパーパスモデルの製造販売は行われていない。

## 諸元
| 車名              | MTX50                                                   | MTX50R                                                  | MTX80R                                                  | MTX125R                                                 | MTX200R (MTX200RII)                                     |
| モデルイヤー      | 1982                                                    | 1983 (1985)                                             | 1983                                                    | 1982                                                    | 1983 (1985)                                             |
| 型式              | AD04                                                    | AD06 (A-AD06)                                           | HD08                                                    | JD05                                                    | MD07 (MD13)                                             |
| 全長x全幅x全高(m) | 2.060x0.810x1.145                                       | 2.070x0.805x1.130                                       | 2.095x0.805x1.130                                       | 2.095x0.830x1.175                                       | 2.085x0.830x1.175 (2.085x0.845x1.170)                   |
| 最低地上高(m)     | 0.250                                                   | 0.230                                                   | 0.230                                                   | 0.285                                                   | 0.230 (0.280)                                           |
| シート高(m)       | 0.820                                                   | 0.830                                                   | 0.830                                                   | 0.845                                                   | 0.830 (0.845)                                           |
| ホイールベース    | 1.335(m)                                                | 1.350(m)                                                | 1.345(m)                                                | 1.350(m)                                                | 1.350(m)                                                |
| 最小回転半径(m)   | 1.9                                                     | 2.0                                                     | 2.0                                                     | 2.0                                                     | 2.0                                                     |
| 乾燥重量(kg)      | 89                                                      | 87                                                      | 89.5                                                    | 99                                                      | 102 (103)                                               |
| 定地走行燃費      | 68km/L（30㎞/h）                                        | 65km/L（30㎞/h） （70km/L（30㎞/h））                   | 58km/L（50㎞/h）                                        | 55km/L（50㎞/h）                                        | 50km/L（50㎞/h）（45km/L（50km/h））                    |
| エンジン型式名    | AD01E                                                   | AD06E                                                   | HD08E                                                   | JD05E                                                   | MD07E                                                   |
| 冷却方式          | 空冷                                                    | 水冷                                                    | 水冷                                                    | 水冷                                                    | 水冷                                                    |
| エンジン型式      | 2ストロークピストンリードバルブ単気筒                   | 2ストロークピストンリードバルブ単気筒                   | 2ストロークピストンリードバルブ単気筒                   | 2ストロークピストンリードバルブ単気筒                   | 2ストロークピストンリードバルブ単気筒                   |
| 総排気量          | 49cc                                                    | 49cc                                                    | 79cc                                                    | 124cc                                                   | 193cc                                                   |
| 内径x行程(mm)     | 39.0x41.4                                               | 39.0x41.4                                               | 49.4x41.4                                               | 56.0x50.6                                               | 67.0x55.0                                               |
| 圧縮比            | 7.4                                                     | 7.3                                                     | 7.5                                                     | 7.4                                                     | 7.5 (7.1)                                               |
| 最高出力          | 6.5ps/7,500rpm                                          | 6.2ps/8,500rpm (7.2ps/8,500rpm)                         | 11ps/8,500rpm                                           | 18ps/7,500rpm                                           | 26ps/7,000rpm (28ps/8,500rpm)                           |
| 最大トルク        | 0.64kg-m/7,000rpm                                       | 0.69kg-m/7,500rpm (0.65kg-m/7,500rpm)                   | 0.94kg-m/8,000rpm                                       | 1.7kg-m/7,000rpm                                        | 2.6kg-m/7,000rpm (2.6kg-m/7,500rpm)                     |
| キャブレター      | PF15                                                    | PF11 (PF16)                                             | PF26                                                    | PF60                                                    | PF65                                                    |
| 点火方式          | CDI                                                     | CDI                                                     | CDI                                                     | CDI                                                     | CDI                                                     |
| 始動方式          | プライマリーキック                                      | プライマリーキック                                      | プライマリーキック                                      | プライマリーキック                                      | プライマリーキック                                      |
| 潤滑方式          | 分離潤滑方式                                            | 分離潤滑方式                                            | 分離潤滑方式                                            | 分離潤滑方式                                            | 分離潤滑方式                                            |
| 潤滑油容量(L)     | 1.2                                                     | 1.2                                                     | 1.2                                                     | 1.2                                                     | 1.2                                                     |
| 燃料タンク容量(L) | 9.5                                                     | 8.0                                                     | 8.0                                                     | 9.0                                                     | 9.0                                                     |
| クラッチ          | 湿式多板コイルスプリング                                | 湿式多板コイルスプリング                                | 湿式多板コイルスプリング                                | 湿式多板コイルスプリング                                | 湿式多板コイルスプリング                                |
| 変速方式          | 左足動式リターン                                        | 左足動式リターン                                        | 左足動式リターン                                        | 左足動式リターン                                        | 左足動式リターン                                        |
| 変速機            | 常時噛合6段                                             | 常時噛合5段 （常時噛合6段）                             | 常時噛合6段                                             | 常時噛合6段                                             | 常時噛合6段                                             |
| 1速               | 3.545                                                   | 3.083 (3.545)                                           | 3.166                                                   | 3.090                                                   | 3.090                                                   |
| 2速               | 2.333                                                   | 1.882 (2.333)                                           | 2.062                                                   | 2.000                                                   | 1.937                                                   |
| 3速               | 1.722                                                   | 1.400 (1.722)                                           | 1.500                                                   | 1.473                                                   | 1.368                                                   |
| 4速               | 1.380                                                   | 1.130 (1.380)                                           | 1.173                                                   | 1.136                                                   | 1.090                                                   |
| 5速               | 1.173                                                   | 1.000 (1.173)                                           | 1.000                                                   | 0.958                                                   | 0.916                                                   |
| 6速               | 1.041                                                   | (1.041)                                                 | 0.884                                                   | 0.807                                                   | 0.769                                                   |
| フレーム形式      | セミダブルグレードル                                    | セミダブルグレードル                                    | セミダブルグレードル                                    | セミダブルグレードル                                    | セミダブルグレードル                                    |
| サスペンション    | テレスコッピック（前）/プロリンク・スイングアーム（後） | テレスコッピック（前）/プロリンク・スイングアーム（後） | テレスコッピック（前）/プロリンク・スイングアーム（後） | テレスコッピック（前）/プロリンク・スイングアーム（後） | テレスコッピック（前）/プロリンク・スイングアーム（後） |
| キャスター（°）   | 28.0                                                    | 26.5                                                    | 26.5                                                    | 27.5                                                    | 27.5                                                    |
| トレール(mm)      | 107                                                     | 96                                                      | 96                                                      | 112                                                     | 112                                                     |
| タイヤ（前）      | 2.50-21-4PR                                             | 2.75-21-4PR                                             | 2.75-21-4PR                                             | 2.75-21-4PR                                             | 2.75-21-4PR                                             |
| タイヤ（後）      | 3.00-18-4PR                                             | 3.00-18-4PR                                             | 3.25-18-4PR                                             | 4.10-18-4PR                                             | 4.10-18-4PR                                             |
| ブレーキ（前）    | 機械式ドラム                                            | 機械式ドラム                                            | 機械式ドラム                                            | 機械式ドラム                                            | 機械式ドラム （油圧式ディスク）                         |
| ブレーキ（後）    | 機械式ドラム                                            | 機械式ドラム                                            | 機械式ドラム                                            | 機械式ドラム                                            | 機械式ドラム                                            |
| 標準現金価格      | \165.000                                                | \185,000 (\189,000)                                     | \198,000                                                | \249,000                                                | \289,000 (\299,000)                                     |
| ----------------- | ------------------------------------------------------- | ------------------------------------------------------- | ------------------------------------------------------- | ------------------------------------------------------- | ------------------------------------------------------- |